# Lars Håland
Lars Håland (Stoccolma, 28 luglio 1962) è un ex fondista svedese.

## Biografia
In Coppa del Mondo ottenne il primo risultato di rilievo l'11 gennaio 1986 a La Bresse (12°) e la prima vittoria, nonché primo podio, il 11 marzo 1989 a Falun.
In carriera prese parte a due edizioni dei Campionati mondiali, vincendo due medaglie.

## Palmarès

### Mondiali
- 2 medaglie:
  - 1 oro (staffetta[1] a Lahti 1989)
  - 1 bronzo (15 km[1] a Lahti 1989)

### Coppa del Mondo
- Miglior piazzamento in classifica generale: 6º nel 1989
- 3 podi (2 individuali, 1 a squadre[2])[3]:
  - 1 vittoria (individuale)
  - 2 terzi posti (1 individuale, 1 a squadre)

#### Coppa del Mondo - vittorie
| Data          | Località | Nazione | Spec.    |
| ------------- | -------- | ------- | -------- |
| 11 marzo 1989 | Falun    | Svezia  | 30 km TL |

Legenda:

TL = tecnica libera